# Fluortelomermercaptoalkylphosphatester

Strukturformel von 6:2,6:2-FTMAP

Fluortelomermercaptoalkylphosphatester (FTMAP) bilden eine Stoffgruppe, die zu den Fluortelomeren und damit zu den per- und polyfluorierten Alkylverbindungen (PFAS) gehört.

## Vorkommen und Eigenschaften
6:2/6:2- bis 10:2/12:2-FTMAP-Homologe wurden in belasteten landwirtschaftlichen Böden aus den Regionen Rastatt und Mannheim, wo Papierschlämme als Bodenverbesserer ausgebracht worden waren, zusammen mit Fluortelomerphosphatdiestern (diPAP) und diSAmPAP als Hauptkomponenten der PFAS-Kontamination identifiziert. Auch in Mikrowellen-Popcorn wurden FTMAP gefunden.
Bei einer Bestrahlung einer wässrigen Boden-Suspension mit simuliertem Sonnenlicht über 48 Stunden wurde durch indirekte Photolyse aus FTMAP Fluortelomersulfonsäuren (FTS) und Perfluorcarbonsäuren (PFCA) gebildet.